# Dionís pseudo-Sardanàpal

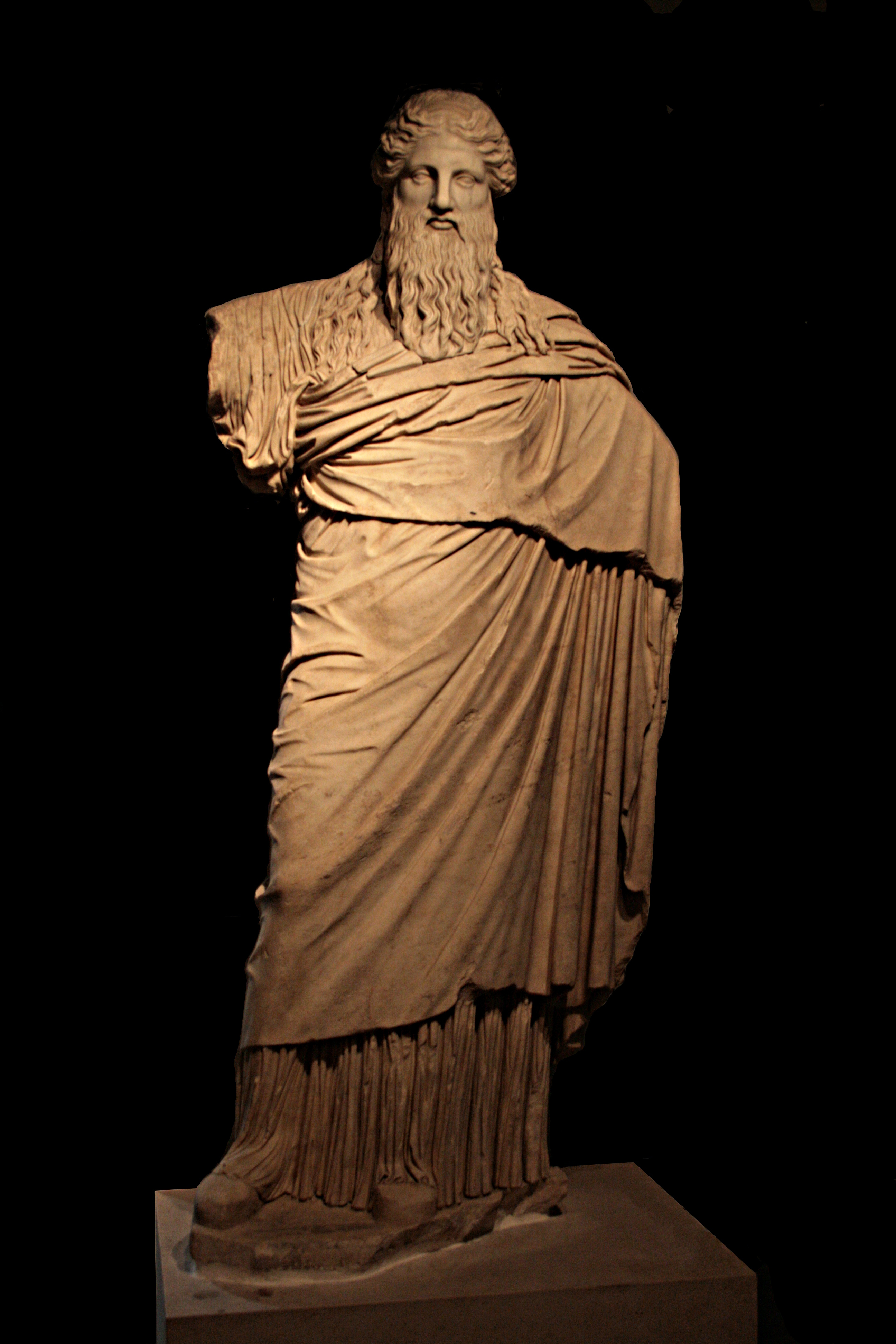
L'escultura del Museu Nacional Romà

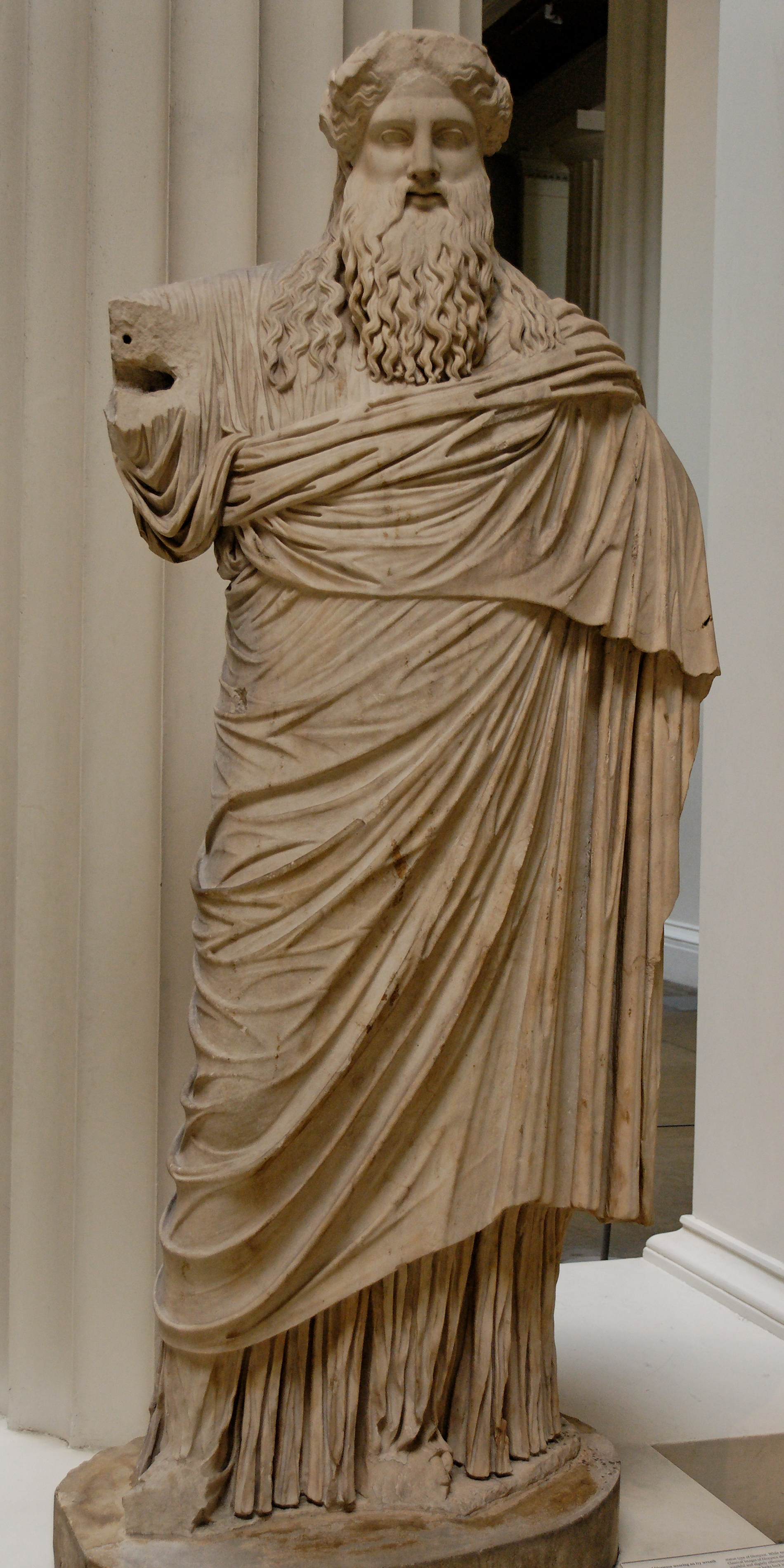
L'escultura del British Museum

Dionisos pseudo-Sardanàpal és una rara representació escultòrica de Dionís que durant molt de temps es confongué amb un retrat del rei Sardanàpal (una inscripció del s. XVII en l'exemplar del Vaticà indica CΑΡΔΑΝΑΠΑΛΛΟC). Malgrat que la iconografia habitual d'aquest déu és la d'un jove imberbe, aquesta és la d'un home barbut que ha passat ja la maduresa, completament vestit. L'estil n'és neoàtic o arcaïtzant, dins de l'escultura hel·lenisticoromana. Al braç que li manca devia dur un tirs (un ceptre d'heura, vinya i pinya, atribut de Dionís).
A la primeria del XIX, Ennio Quirino Visconti polemitzà amb Johann Joachim Winckelmann i altres historiadors de l'art sobre la identificació del "Sardanàpal", llavors als museus Vaticans, i en proposà la interpretació actualment acceptada.
Totes les escultures supervivents semblen còpies o variants d'un original grec datable cap al 325 ae, en una època en què la iconografia inicial del déu s'estava fixant en el model androgin més divulgat.

## Exemplars
- Fragments apareguts en les excavacions del Teatre de Dionís d'Atenes[3]
- Nàpols
- Palerm
- Galleria degli Uffizi, Florència
- Estàtua romana de marbre pentèlic, datable de mitjan s. I (40-60), al British Museum; tota d'una peça tret del braç desaparegut, que estaria tallat en un altre bloc i després assemblat. S'hauria trobat a Posillipo (Campània). Alçada: 2,2 m. Prové de la col·lecció de Fortunato Pio Castellani. GR 1878.11-6.1 (escultura 1606)[4]
- Museu Nacional Romà

## Influència posterior
En la pel·lícula Alexandre, d'Oliver Stone (2004), Dionís apareix representat com un home de cabells llargs i barbut, coronat amb fulles d'heura i vestit amb pell de lleó i un voluminós quitó, inspirat en aquesta escultura.